# Сосновка (Исилькульский район)
Сосновка — деревня в Исилькульском районе Омской области России. Входит в состав Первотаровского казачьего сельского поселения.

## География
Деревня находится в юго-западной части Омской области, в лесостепной зоне, в пределах Ишимской равнины, на расстоянии примерно 21 километра (по прямой) к северо-северо-западу (NNW) от города Исилькуль, административного центра района. Абсолютная высота — 128 метров над уровнем моря.

### Часовой пояс
Деревня Сосновка, как и вся Омская область, находится в часовой зоне МСК+3. Смещение применяемого времени относительно UTC составляет +6:00.

## Население
| 2002 | 2010 |
| ---- | ---- |
| 62   | ↘27  |

Гендерный состав
По данным Всероссийской переписи населения 2010 года в гендерной структуре населения мужчины составляли 51,9 %, женщины — соответственно 48,1 %.
Национальный состав
Согласно результатам переписи 2002 года, в национальной структуре населения русские составляли 66 %, казахи — 31 %.

## Улицы
Уличная сеть деревни состоит из одной улицы (ул. Берёзовая).